# SRY

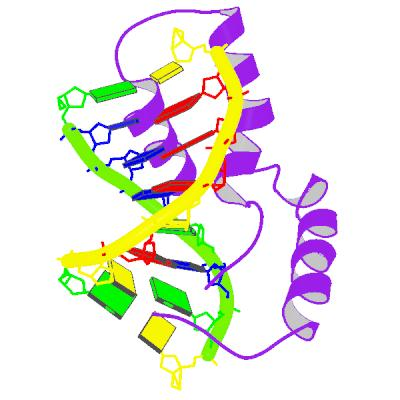
Protein SRY – produkt tohoto genu – navázaný na DNA

SRY (z anglického sex-determining region Y, česky oblast Y rozhodující o pohlaví), někdy také označován jako TDF (Testis-determining factor), je savčí gen a transkripční faktor, přítomný u člověka na krátkém raménku chromozomu Y. Tento gen je zodpovědný za spuštění vývoje samčího pohlaví (a pro-B-lymfocytů). Co se týče jeho role ve vývoji mužských znaků, konkrétně navozuje produkci testosteronu – to je zásadní pro vznik varlat. Poruchy tohoto genu u mužů (lidí s chromozomy XY) způsobí vývoj ženského těla, ačkoliv se zakrnělými vaječníky.
Dále se však gen SRY exprimuje i v mozku v oblasti substantia nigra – zde zvyšuje tvorbu dopaminu.